# Ambrosius Rappert
Ambrosius Rappert, auch Ambrosius Rappart, geboren als Bernhard Anton Rappert (* 28. Dezember 1695 in Dorsten; † 19. November 1767 in Liesborn) war ein deutscher römisch-katholischer Geistlicher und Abt des Klosters Liesborn.

## Leben
Ambrosius Rappert oder Rappart, weltlich Bernhard Anton Rappert, trat 1717 in das Kloster Liesborn ein, machte 1718 Profess und wurde 1722 Priester. Am 24. Mai 1734 wurde er zum Beichtvater in St. Aegidii in Münster bestellt und war in gleicher Funktion auch im Kloster Überwasser tätig. In seine Amtszeit fiel der Siebenjährige Krieg, der dem Kloster erhebliche materielle Einbußen bescherte.